# Ulwembua antsiranana
Ulwembua antsiranana is een spinnensoort in de taxonomische indeling van de Cyatholipidae.
Het dier behoort tot het geslacht Ulwembua. De wetenschappelijke naam van de soort werd voor het eerst geldig gepubliceerd in 1997 door Charles E. Griswold.